# Tony Hawk's Pro Skater 3 + 4
《Tony Hawk's Pro Skater 3 + 4》是2025年滑板类体育电子游戏，由Iron Galaxy開發、动视發行，對應任天堂Switch、任天堂Switch 2、PlayStation 4、PlayStation 5、Windows、Xbox One、Xbox Series X/S平台。
遊戲在Metacritic的匯總得分為81—86分，在OpenCritic的媒體推薦率100%。